# ريكاردو سيرفو
ريكاردو سيرفو (بالإيطالية: Riccardo Ciervo) (من مواليد 1 أبريل 2002) هو لاعب كرة قدم إيطالي محترف يلعب كلاعب خط وسط أو مهاجم لنادي دوري الدرجة الثانية فروسينوني، على سبيل الإعارة من ساسولو.